# Lycodes lavalaei
Lycodes lavalaei és una espècie de peix de la família dels zoàrcids i de l'ordre dels perciformes.

## Morfologia
- Els mascles poden assolir 56 cm de longitud total.[4][5]

## Alimentació
Menja invertebrats del fons marí i peixos.

## Hàbitat
És un peix marí, de clima temperat i demersal que viu entre 57-535 m de fondària.

## Distribució geogràfica
Es troba a l'Atlàntic nord-occidental: el Canadà.

## Costums
És bentònic.

## Observacions
És inofensiu per als humans.